# Thunder (S.M.V.)
Thunder è l'album di debutto del supergruppo degli S.M.V.. Registrato nel corso del 2008, è stato pubblicato lo stesso anno il 12 agosto.

## Formazione
- Stanley Clarke – basso elettrico, contrabbasso
- Marcus Miller – basso elettrico, clarinetto basso, sintetizzatore
- Victor Wooten – basso elettrico

Oltre ai 3 componenti del gruppo hanno partecipato alle registrazioni dell'album:
- Butterscotch (voce, beatbox)
- George Duke (clavinet, Moog)
- Ruslan Sirota (tastiere)
- Michael "Patches" Stewart (tromba)
- Steve Baxter (trombone)
- Ariel Mann (sintetizzatore)
- Kevin Ricard (percussioni)
- Chick Corea (piano)
- Ronald Bruner Jr., J.D. Blair, Poogie Bell e Derico Watson (batteria)

## Tracce[2]
1. Maestros de Las Frecuencias Bajas (Stanley Clarke) – 2:52
2. Thunder (Marcus Miller) – 6:37
3. Hillbillies on a Quiet Afternoon (Victor Wooten, Clarke) – 6:13
4. Mongoose Walk (Wooten, Miller, Clarke) – 5:59
5. Los Tres Hermanos (Miller) – 5:25
6. Lopsy Lu - Silly Putty (Medley) (Clarke) – 6:14
7. Milano' (Miller) – 4:22
8. Classical Thump (Jam) (Wooten) – 4:50
9. Tutu (Miller) – 5:05
10. Lil' Victa (Clarke) – 4:13
11. Pendulum (Clarke, Miller, Wooten, Antoinette Clinton) – 4:18
12. Lemme Try Your Bass (Interludio) (Clarke, Miller) – 0:59
13. Grits (Miller) – 5:26